# Jack Martin Smith
Jack Martin Smith (2 de janeiro de 1911 — 7 de novembro de 1993) é um diretor de arte estadunidense. Venceu o Oscar de melhor direção de arte em três ocasiões: por Cleopatra, Fantastic Voyage e Hello, Dolly!.